# Brännmyrtjärnen, Västerbotten
Brännmyrtjärnen är en sjö i Skellefteå kommun i Västerbotten och ingår i Bureälven-Mångbyåns kustområde.